# Kroksjön (Umeå socken, Västerbotten)
Kroksjön är en sjö i Umeå kommun i Västerbotten och ingår i Sävarån-Tavelåns kustområde. Sjön har en area på 0,275 kvadratkilometer och ligger 141,2 meter över havet. Sjön avvattnas av vattendraget Täfteån. Vid provfiske har bland annat abborre, gers, gädda och mört fångats i sjön.

## Delavrinningsområde
Kroksjön ingår i det delavrinningsområde (711665-171477) som SMHI kallar för Utloppet av Kroksjön. Medelhöjden är 171 meter över havet och ytan är 6,42 kvadratkilometer. Det finns inga avrinningsområden uppströms utan avrinningsområdet är högsta punkten. Avrinningsområdets utflöde Täfteån mynnar i havet. Avrinningsområdet består mestadels av skog (54 procent), öppen mark (11 procent) och jordbruk (17 procent). Avrinningsområdet har 0,27 kvadratkilometer vattenytor vilket ger det en sjöprocent på 4,2 procent.

## Fisk
Vid provfiske har följande fisk fångats i sjön:
- Abborre
- Gärs
- Gädda
- Mört
- Nors